# بریژیت سی
بریژیت سی (فرانسوی: Brigitte Sy‎) هنرپیشه و فیلمساز فرانسوی است. از فیلم‌هایش در مقام بازیگر دیگر صدای گیتار را نمی‌شنوم (۱۹۹۱)، ملاقات با ونوس (۱۹۹۱) و در مقام کارگردان دستان آزاد (۲۰۱۰) را می‌توان نام برد.